# Знање
Знање је све оно што је познато. Као и код сличних појмова, као што су истина, вера и мудрост, нема егзактне дефиниције знања, око које би се сложили сви научници, али постоји велики број теорија, као и дебата, око природе знања. Стицање знања укључује комплексне когнитивне процесе: перцепцију, учење, комуникацију, асоцијацију и резоновање. Термин знање се, такође, користи да се изрази сигурно разумевање субјекта, са могућности да се њиме (знањем) послужимо у одређене сврхе.
Знање је познавање, свесност или разумевање неког или нечега, као што су чињенице, информације, описи, или умећа, који су стечени кроз искуство или образовање путем перцепције, откривања или учења.
Знање се може односити на теоретско или практично разумевање предмета. Оно може да буде имплицитно (као што су практичне вештине или експертизе) или експлицитно (као што је теоретско разумевање предмета); оно може мање или више да буде формално или систематско. У филозофији, студирање знања се назива епистемологијом; филозоф Платон је познат по дефинисању знања као „оправдано истинско веровање”, мада ту дефиницију у данашње време неки аналитички филозофи сматрају проблематичном због Гетиерових проблема, док други бране платонску дефиницију. Постоји неколико дефиниција знање и теорија које га објашњавају.
Стицање знања обухвата комплексне когнитивне процесе: перцепцију, комуникацију, и разумевање. За знање се исто тако каже да је повезано са капацитетом потврђивања код људских створења.

## Теорије знања
Коначна демаркација филозофије из науке омогућена идејом да је филозофско језгро „теорија знања”, теорија која се разликује од наука, јер је то њихова основа ... Без ове идеје о „теорији знања”, тешко је замислити шта би „филозофија” могла бити у доба модерне науке.— Ричард Рорти, Филозофија и огледало природе
Дефиниција знања је предмет текућих дебата међу филозофима у пољу епистемологије. Класична дефиниција, коју је описао мада је није ултиматно одобравао Платон, наводи би изјава морала да задовољи три критеријума да би се могла сматрати знањем: она мора да буде оправдана, истинита, и веродостојна. Неки тврде да ови услови нису довољни, као што пример Гетиеровог случаја наводно демонстрира. Бројне алтернативе су предложене, укључујући аргументе Роберта Нозика да је неопходно да знање 'прати истину' и Сајмон Блекбернов додатни захтев да ми не желимо да кажемо да они који задовоље било који од ових услова 'кроз дефект, мањак или неуспех' имају знање. Ричард Киркхам сугерише да наша дефиниција знања захтева евиденцију за веровање неопходности њене истинитости.
У контрасту са овим приступом, Лудвиг Витгенштајн је уочио, следећи Муров парадокс, да се може рећи „Он верује у то, али то није тако”, али не „Он зна то, али то није тако”. Он даље тврди да то не одговара различитим менталним стањима, већ различитим начинима говора о уверењу. Оно што је овде другачије није ментално стање говорника, већ активност у којој су ангажовани. На пример, на овом контексту, знање да вода у чајнику ври не производи одређено стање ума, већ омогућава извршавање одређеног задатка са чајником. Витгенштајн је желео да заобиђе потешкоће дефинисања разматрајући начин на који се „знање” користи у природним језицима. Он је разматрао знање као случај породичне сличности. Пратећи ову идеју, „знање” је реконструисано као концепт кластера који указује на релевантне карактеристике, али то није адекватно обухваћено било којом дефиницијом.

## Комуницирање знања
Симболичке репрезентације се могу користити за представљање значења и могу се сматрати динамичким процесом. Стога се пренос симболичке репрезентације може сматрати процесом приписивања помоћу кога се знање може пренети. Други облици комуникације укључују посматрање и имитацију, вербалну размену, и аудио и видео снимке. Филозофи језика и семиотичари конструишу и анализирају теорије преноса знања или комуникације.
Док би се многи сложили да је један од најупечатљивијих и најзначајнијих алата за пренос знања писање и читање (многих врста), ипак постоје аргументи о корисности писане речи, и при томе је део научне заједнице донекле скептичан у погледу њеног утицаја на друштва. У својој колекцији есеја насловљеној Технополија, Нил Постман доказује аргумент против употребе писања помоћу извода из Платоовог рада Федр.‍:p 73 У том изводу, научник Сократ се присећа приче о Темиду, египатском краљу и Теуту, проналазачу писане речи. У овој причи, Теут представља свој нови изум „писања” краљу Темиду, говорећи му да ће његов нови проналазак „побољшати и мудрост и меморију Египћана”.‍:p 74 Краљ Темид је скептичан према овам новом проналаску и одбацује га као средство за присећање уместо за задржавања знања. Он тврди да ће писана реч инфицирати египатски народ лажним знањем, јер ће моћи да дођу до чињеница и прича из спољашњих извора и више неће бити присиљени да сами ментално задржавају велике количине знања.‍:p 74
Класичне рано модерне теорије знања, посебно оне које унапређују утицајни емпиризам филозофа Џона Лока, биле су имплицитно или експлицитно засноване на моделу ума који је повезивао идеје са речима. Ова аналогија између језика и мисли поставила је основу за графичку концепцију знања у којој је ум третиран као табела, контејнер садржаја, који је морао бити опремљен чињеницама сведеним на слова, бројеве или симболе. Ово је створило ситуацију у којој је просторно поравнање речи на страници носило велику когнитивну тежину, у тој мери да су наставници врло пажљиво разматрали визуелну структуру информација на страници и у бележницама.

## Ситуирана знања
Ситуирано знање је знање специфично за дату ситуацију. То је термин који је сковала Дона Херавеј као једну екстензију феминистичких приступа „наследничке науке” које је предложила Сандра Хардинг. Ситуирано знање „нуди адекватнији, богатији и бољи приказ света, да би се добро живело у њему и у критичкој, рефлексној релацији према сопственим и спољашњим праксама доминације, и неједнаким уделима у привилегијама и угњетавањима који сачињавају све позиције.” Овакво ситуирано знање трансформише науку у наратив, који Артуро Ескобар објашњава као, „нити фиктиван, нити подржан чињеницама”. Ове наративне ситуације су историјске текстуре исткане од чињеница и фикције, а како Ескобар даље објашњава, „чак и најнеутралнији научни домени су наративи у том смислу”, инсистирајући да уместо намерног одбацивања науке као тривијалног питања случаја, „потребно је третирати (тај наратив) на најозбиљнији начин, без подлегања његовој мистификацији као 'истине' или ироничном скептицизму који је карактеристачан за многе критике”.
Аргумент Доне Херавеј проистиче из ограничења људске перцепције, као и прекомерног нагласка на визуелној перцепцији у науци. Према Херавејовој, визуелни подаци су у науци, „кориштени да се у знатној мери искочи из обележеног тела и формира покоравајући поглед из ничега”. То је „поглед који митично уцртава сва означена тела, који имплицитно категорично захтева моћ опажања, а да не буде опажен, да заступа уз избегавање заступања.” Ово узрокује ограничење визуелне перцепције у позицији саме науке као потенцијалног играча у стварању знања, што резултира у њеној позицији „скромног сведока”. То је оно што Херавеј назива „божјим триком”, или горе поменутом репрезентацијом уз избегавање репрезентације. Да би се то избегло, „Херавеј одржава традицију размишљања која наглашава важност предмета субјекта у смислу етичке и политичке одговорности”.

## Научно знање
Развој научног метода је значајно допринео приступу стицања знања о физичком свету и његовим феноменима. Да би се називао научним, метод истраживања мора бити заснован на сакупљању видљивих и мерљивих доказа у складу са специфичним принципима размишљања и експериментисања. Научни метод се састоји од прикупљања података путем посматрања и експериментисања, као и формулисања и тестирања хипотеза. Наука, и природа научног знања су постали предмет филозофије. Са развојем саме науке, научно знање је нашло ширу примену у научним дисциплинама као што су биологија и друштвене науке, што је дискутовано другде као мета-епистемологија, или генетичка епистемологија, и у некој мери је сродно са „теоријом когнитивног развоја”. „Епистемологија” је наука о знању и како се оно стиче. Наука је „процес који се свакодневно користи за логички потпуно размишљање путем извођења закључа из чињеница утврђених осмишљеним експериментима”. Сер Франсис Бејкон је био критичан у свом историјском развоју научног метода; његов рад је успоставио и популарисао индуктивну методологију научног истраживања. Његов познати афоризам, „знање је моћ”, се првобитно налазио на његовом делу Meditations Sacrae (1597).
Донедавно, барем у западној традицији, једноставно је узимано здраво за готово да је знање било нешто што поседују само људи - превасходно одрасли људи. Понекад се појам може проширити на друштво-као-такво, као на пример у контексту „знање које поседује коптска култура” (за разлику од њених индивидуалних чланова). Није било уобичајено да се разматра несвесно знање на било какав систематски начин док тај приступ није популарисао Фројд. Постоји прилично добро оправдање ексклузивну специјализацију коју користе филозофи, јер она омогућава детаљно проучавање логичких процедура и других апстракција, што се не налази другде. Међутим то може да доведе до проблема кад год тема закорачи у искључене домене – нпр. када је Кант (следећи Њутна) одбацио простор и време као аксиоматски „трансцендентално” и „априори” – тврдња коју су касније оповргле Пијажове клиничке студије. Такође изгледа вероватно да спорни проблем „бесконачног враћања” може бити у великој мери (мада не у потпуности) решен адекватним обраћањем пажње на како су несвесни појмови заправо развијени, у току инфантилног учења и наследно „псеудо-трансцендентално” наслеђени из покушаја-и-грешака претходних генерација. Погледајте такође прећутно знање.
Други биолошки домени где се можда може рећи да „знање” обитава, обухватају: имунски систем, и ДНК генетички код, као што је наведено у Поперовом списку „епистемолошких домена” (1975). Могуће је да таква разматрања захтевају засебну дефиницију „знања” која би обухватала биолошке системе. За биологе, знање мора бити корисно доступно систему, мада тај систем не мора да буде свестан. Могући критеријуми су:
- Систем би очигледно требало да буде динамичан и самоорганизујући (а не попут књиге „сам за себе”).
- Знање мора да сачињава неку врсту репрезентације „спољашњег света”,[38] или начине суочавања с њим (директно или индиректно).
- Мора постојати неки начин да систем довољно брзо приступи овим информацијама да би оне биле корисне.

Научно знање није карактерисано потпуном извесношћу, већ одржавање скептицизма подразумева да научник никада не може да буде апсолутно сигуран да ли је његово становиште по датом питању исправно, или није. Донекле је иронично да при примени правилног научног метода увек мора постојати сумња чак и када су налази исправни, у нади да ће такав приступ генерално довести до веће конвергенције на истину.